# Фридрих X (Хоенцолерн)
Фридрих X фон Хоенцолерн Млади или „Черния граф“ (на немски: Friedrich X von Hohenzollern, „der Jüngere“, „der Schwarzgraf“, † 21 юни 1412) е граф на Хоенцолерн от 1379 до 1412 г.

## Биография
Той е големият син на граф Фридрих IX фон Хоенцолерн († 1379) от линията Черния граф и съпругата му графиня Аделхайд фон Хоенберг († сл. 1385), дъщеря на граф Бурхард V фон Хоенберг-Вилдберг. По-малкият му брат е Фридрих Остертаг I († 1407/10).
Фридрих X получава самостоятелност (Exemtion) от крал Вацлав IV за страната си от императорските съдилищата и през 1381 г. се присъединява военно към херцог Леополд III Хабсбург от Австрия, с когото през 1386 г. се бие в битката при Семпах. По-късно той помага на австрийците в конфликта им с шавабските и франкските имперски градове.
Фридрих се жени за графиня Анна фон Хоенберг († 1421), дъщеря на граф Бурхард IX фон Хоенберг–Наголд. Бракът е бездетен.
Голяма част от земите си Фридрих завещава на братовчед си Фридрих XII фон Хоенцолерн-Йотинген, синът на Фридрих XI. Вдовицата му Анна става приориса на Ройтин.